# Wiltzanghbrug
De Wiltzanghbrug (brug 122P) is een kunstwerk in Bos en Lommer in Amsterdam-West. De brug is een stelsel van viaducten; Amsterdam duidt viaducten meestal als bruggen aan. De viaducten, geheel van beton, zijn gelegen in de Ringweg Amsterdam. Ze zijn vernoemd naar de ondergelegen Wiltzanghlaan.

## Geschiedenis en ligging
Op deze plaats lag eerst de kruising van de Wiltzanghlaan en de Multatuliweg. Die laatste was het verlengde van de Hoofdweg, vanaf het Bos en Lommerplein naar de Haarlemmerweg. In 1963 begon men aan de noordzijde van deze kruising met het aanleggen van de zogenaamde Coentunneltraverse. Er werd 340.000 m³ zand aangevoerd voor het ophogen van het baanlichaam tussen de Velserweg en de Wiltzanghlaan. Een jaar later werd aangekondigd dat men verder ging werken aan het gedeelte tussen Haarlemmerweg en Bos en Lommerplein. Inmiddels was gebleken dat de originele plannen aangepast moesten worden; er werd rekening gehouden met meer verkeer dan in het originele plan. Dit had tot gevolg dat de rijksweg hier tot aan de maximale breedtegrenzen werd aangelegd, precies passend tussen twee noord-zuid staande flatgebouwen, de zogenaamde Max Havelaarflats. De afstand tussen ringweg en omliggende bebouwing is hier het kleinst. In 1965 wordt er geheid voor de fundering van het viaduct; een heier viel daarbij in april 1965 vijf meter naar beneden. Omdat de weg hier tussen de flatgebouwen door moest, was er geen ruimte voor een dijklichaam (dit zou de flatgebouwen wegduwen). Er kwam derhalve een lang viaduct, dat ook het Lidewijpad overspant. De bewoners van de eerste etage van de Max Havelaarflats keken voortaan vanuit hun flat over de weg heen. Op 21 juni 1966 werd tezamen met de Coentunnel dit gedeelte van de ringweg geopend. De flats werden aangepast met geluidwerend materiaal, de omgeving werd pas later beschermd door middel van geluidsschermen.
Ten noordoosten van de viaducten staat het Elseviergebouw, een gemeentelijk monument, van Willem Dudok en Robert Magnée.

## Naamgeving
De viaducten gingen vanaf 1966 naamloos door het leven met het nummer 122P, hetgeen verwijst naar een brug in Amsterdam in beheer bij het rijk of provincie, in dit geval het rijk. Amsterdam vernoemde op 8 december 2017 (bijna) alle viaducten in de ringweg, om een betere plaatsaanduiding te krijgen. Op die datum werd de nieuwe naam opgenomen in de Basisadministratie Adressen en Gebouwen (BAG). Het bouwwerk werd daarbij vernoemd naar de Wiltzanghlaan die op haar beurt is vernoemd naar het gedicht Wiltzangh van Joost van den Vondel.

## Kunst
De grote overspanning tussen de beide flatgebouwen lokte hangjongeren en ook vandalisme nam toe. Het terrein onder het viaduct werd afgeschermd met hekwerken, zodat eigenlijk twee onderdoorgangen ontstond; een in de Wiltzanghlaan en een van het Lidewijpad. In het omheinde deel werd in 2009 het kunstwerk Under Heaven 02 van buurtbewoner Leonard van Munster, een (letterlijk) paradijsje omgeven door beton. Dit kunstwerk had tot gevolg dat de brugpijlers een vernieuwd uiterlijk kregen, alsof ze ook uit die tijd stammen. Het deel dat het Lidewijpad overspant werd in 2020 opnieuw geschilderd, omdat het er laveloos uitzag. Daarbij werden de brugpijlers voorzien van platen waarop grafische weergaven, de kunstenaar is vooralsnog (2020) onbekend.

## Afbeeldingen

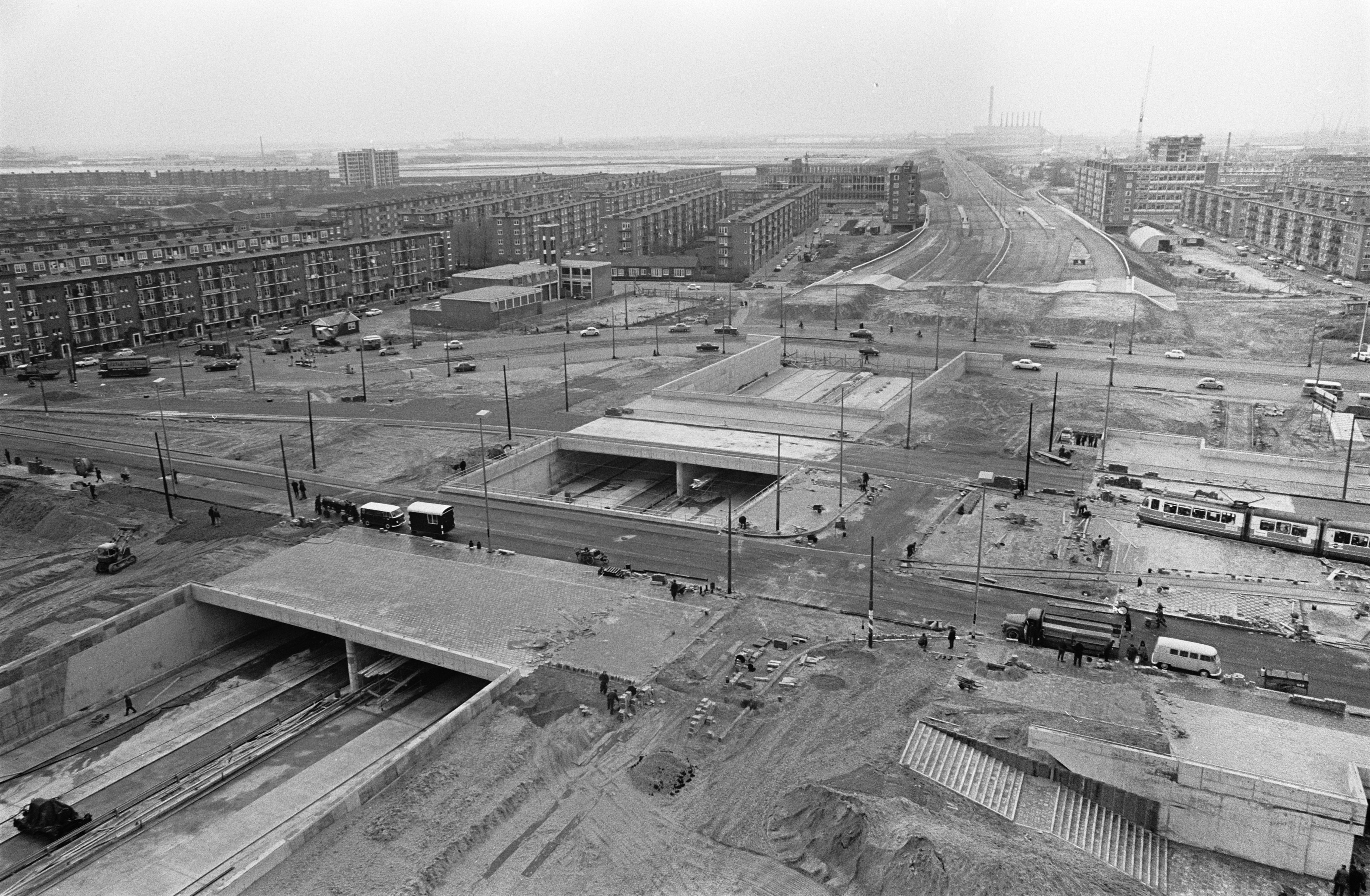
Ringweg West 1966; de trechter tussen de Max Havelaarflats gezien vanaf het Bos en Lommerplein
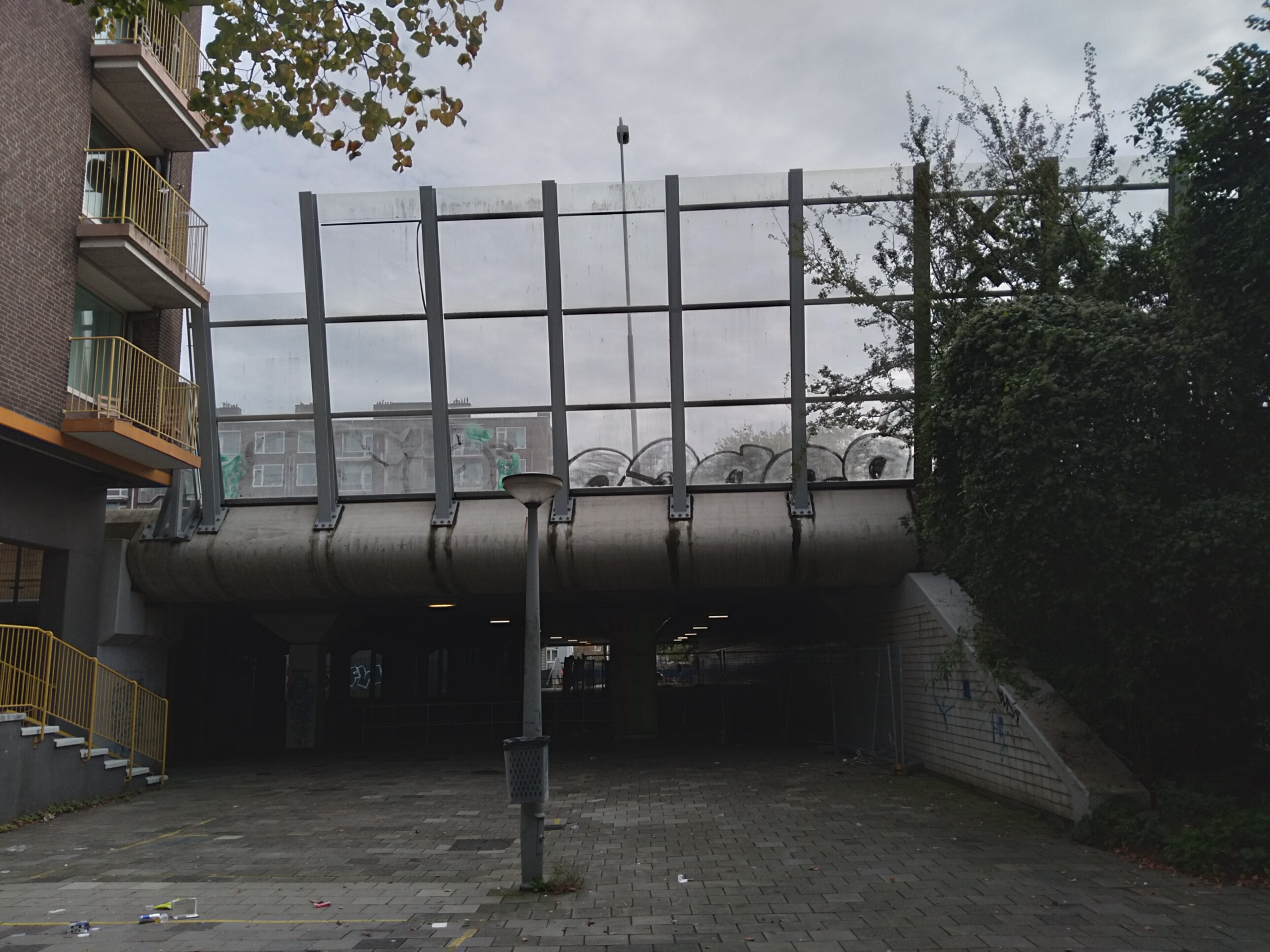
Overspanning Lidewijpad (oktober 2020)
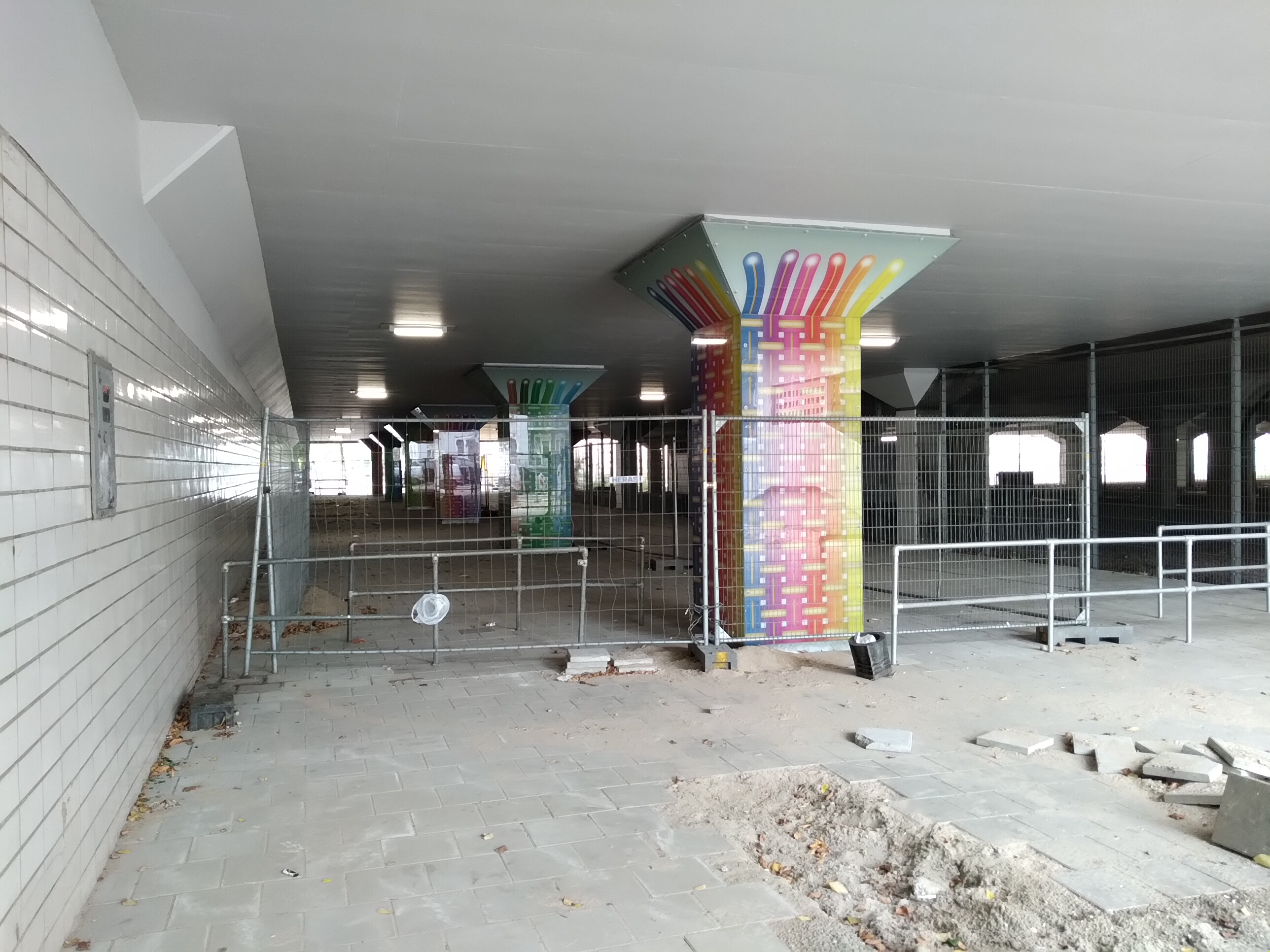
Overspanning Lidewijpad met kunstwerk (oktober 2020)